# 王様になれ
『王様になれ』（おうさまになれ）は、2019年9月13日公開の日本映画。監督は今作が初監督となるオクイシュージ、主演は岡山天音。

## 概要
オルタナティヴ・ロックバンド「the pillows」30周年記念企画「Thank you, my highlight」の一環として制作された。原案はthe pillowsのメンバーである山中さわお。山中はコメントで「ピロウズとはどんなバンドだったのかを後世に伝える手段として映画制作を考えた。ストーリーを通してピロウズが如何に多くの人に愛されてきたのかを伝えていきたい」と語っており、監督と脚本を担当し、自身も今作に出演するオクイは「バンドの軌跡を追う方法として用いられてきたドキュメンタリー方式ではなく、完全なオリジナルとして制作することに重荷を感じているが、自分やキャスト、そしてスタッフたちの力を結集してとことん突き詰めていきたい」と語っている。
なお、今作にはGLAYのTERUと JIRO、ストレイテナーのホリエアツシ、ナカヤマシンペイ、日向秀和、そしてSHISHAMOなど多くのミュージシャンが本人役としてカメオ出演している。
なお、ゲストミュージシャンについては「#ゲストミュージシャン」の項を参照。

## 登場人物
- 神津祐介：岡山天音
- 藤沢ユカリ：後東ようこ
- 西小路健：岩井拳士朗
- 奥村佳恵
- 平田敦子
- 村杉蝉之介
- 野口かおる
- ラーメン屋の大将：オクイシュージ
- 虻川塁：岡田義徳

## ゲストミュージシャン
※ 映画公式サイトにおける紹介順。
- TERU（GLAY）[3]
- JIRO（GLAY / THE PREDATORS）[3]
- ホリエアツシ（ストレイテナー）
- THE KEBABS[3]
- ナカヤマシンペイ（STRAIGHTENER）
- 日向秀和（STRAIGHTENER）
- 高橋宏貴（ELLEGARDEN / THE PREDATORS）
- Casablanca
- THE BOHEMIANS
- 宮本英一（シュリスペイロフ）
- SHISHAMO[3]
- 藤田恵名
- 有江嘉典 (VOLA & THE ORIENTAL MACHINE)

## スタッフ
- 原案・音楽：山中さわお
- 監督・脚本：オクイシュージ
- エグゼクティブプロデューサー：山口幸彦
- プロデューサー：三宅はるえ
- 撮影：福本淳
- 照明：市川徳充
- 録音：西山徹
- 装飾：徳田あゆみ
- スタイリスト：阪上秀平
- ヘアメイク：外丸愛
- 編集：鈴木理
- 音響効果：勝亦さくら
- 助監督：市原直
- 制作担当：星野友紀
- 企画：バッド・ミュージック・グループ音楽出版
- 制作プロダクション：ブースタープロジェクト
- 製作：「王様になれ」フィルムパートナーズ
- 宣伝協力：キングレコード
- 配給・宣伝：太秦

## オリジナルサウンドトラック
新録されたハイブリッド レインボウ(30th version)やTERU,JIROによるスケアクロウのカバー、ホリエアツシによるストレンジ カメレオンのカバー、映画のために山中さわおにより製作された劇伴など全21曲を収録。レーベルはキングレコード。
1. 祐介のテーマ (必然的出会い) [Instrumental] /山中さわお
2. LITTLE BUSTERS [Live] /the pillows
3. I think I can /the pillows
4. RUNNERS HIGH /the pillows
5. MY FOOT /the pillows
6. ONE LIFE /the pillows
7. I know you /the pillows
8. Grandma pics [Instrumental] /山中さわお
9. Funny Bunny /the pillows
10. ゆかりのテーマ (宛先のない手紙) [Instrumental] /山中さわお
11. Melancholy again [Instrumental] /山中さわお
12. ストレンジ カメレオン [Live] /ホリエアツシ (ストレイテナー)
13. スケアクロウ [Live] /TERU・JIRO（GLAY）
14. ゆかりのテーマ (悲しい決意) [Instrumental] /山中さわお
15. Sleepy Head (30th version) /the pillows
16. ハイブリッド レインボウ (30th version) /the pillows
17. Early morning [Instrumental] /山中さわお
18. どこにもない世界 /the pillows
19. 祐介のテーマ (出来損ないの覚悟) [Instrumental] /山中さわお
20. この世の果てまで [Live] /the pillows
21. 王様になれ (30th version) /the pillows